# MYPOP
MYPOP (англ. Myb related transcription factor, partner of profilin) – білок, який кодується однойменним геном, розташованим у людей на довгому плечі 19-ї хромосоми. Довжина поліпептидного ланцюга білка становить 399 амінокислот, а молекулярна маса — 42 508.
| 10         |  | 20         |  | 30         |  | 40         |  | 50         |
| ---------- |  | ---------- |  | ---------- |  | ---------- |  | ---------- |
| MASAAAGEAE |  | ETTRLRKPRF |  | SFEENQILIR |  | EVRAHYPQLY |  | GAQSRRVSVA |
| ERRRVWDGIA |  | AKINGITSWK |  | RTGQEVQKRW |  | NDFKRRTKEK |  | LARVPHSTQG |
| AGPAAEDAFS |  | AEEETIFAIL |  | GPGVAAPGAG |  | AGAEEPPAAP |  | SSQPPPPSAC |
| PQRYVLSEDR |  | REDRRADTSA |  | HSKAGSSSPE |  | PWARPSCTPQ |  | EGGCPRPKER |
| ESPPPSALQP |  | VQLPRLALSP |  | PPPAPPLPPP |  | PPLAQVAPSP |  | PSPPPPPRPP |
| PTLSASDPSL |  | DFLRAQQETA |  | NAIRELAGTL |  | RQGLAKLSEA |  | LSALLPLLPG |
| TPVDSLPPPL |  | PPPPPPPPPP |  | RPVLPPPAPK |  | VEITPEPVSV |  | VAAVVDGAVV |
| AARGVIIAPR |  | SEEGAPRPPP |  | APLPPHDSPP |  | HKRRKGFPTR |  | KRRGRWKSP  |

A: Аланін

C: Цистеїн

D: Аспарагінова кислота

E: Глутамінова кислота

F: Фенілаланін

G: Гліцин

H: Гістидин

I: Ізолейцин

K: Лізин

L: Лейцин

M: Метіонін

N: Аспарагін

P: Пролін

Q: Глутамін

R: Аргінін

S: Серин

T: Треонін

V: Валін

W: Триптофан

Кодований геном білок за функцією належить до репресорів. 
Задіяний у таких біологічних процесах, як транскрипція, регуляція транскрипції. 
Білок має сайт для зв'язування з ДНК. 
Локалізований у ядрі.